# 萨尔多·努里拉耶夫
萨尔多·努里拉耶夫（1994年11月12日—），乌兹别克斯坦男子柔道运动员，2021年世界柔道锦标赛混合团体铜牌得主、2022年亚洲运动会混合团体银牌得主。